# Julija Poilova
Julija Poilova (født 9. november 1988) er en kasakhstansk håndboldspiller for USC Dostyk og det kasakhstanske landshold.
Hun repræsenterede Kasakhstan ved verdensmesterskabet i håndbold for kvinder i 2019.